# Bruno Müller-Oerlinghausen
Bruno Müller-Oerlinghausen (* 7. März 1936 in Berlin) ist ein deutscher Facharzt für Pharmakologie und Toxikologie sowie Klinische Pharmakologie mit besonderem Arbeitsschwerpunkt in der Psychopharmakologie. Er ist emeritierter Professor an der Freien Universität Berlin.

## Leben
Müller-Oerlinghausen wurde als Sohn des Bildhauers Berthold Müller-Oerlinghausen und seiner Ehefrau Emily, geborene Sturm, in Berlin geboren. Während des Zweiten Weltkriegs zog die Familien von Berlin-Charlottenburg nach Kressbronn am Bodensee. Nach dem Besuch der Volksschule wechselte er 1945 zunächst zum Humanistischen Gymnasium in Lindau  am Bodensee und mit der Unterstützung seines Mentors Hellmut Becker später zum  Landerziehungsheim „Birklehof“ in Hinterzarten im Schwarzwald, wo er im Frühjahr 1954 das Abitur ablegte.

### Wissenschaftlicher Werdegang
Zunächst studierte er in Göttingen Chemie, wechselte dann zur Psychologie und später zur Medizin. Dieses Studium setzte er in München, Frankfurt am Main, Freiburg im Breisgau sowie in Berlin fort. Am 19. April 1962 legte er das Staatsexamen ab, die Approbation als Arzt erhielt er nach seiner Medizinalassistentenzeit am 31. Dezember 1964. Seine Dissertation mit dem Thema „Beitrag zum Problem des Exhibitionismus“ begann er an der Universität Freiburg, die er am 6. Mai 1965 mit der Promotion abschloss.
Danach bildete er sich am Institut für Pharmakologie der Universität Göttingen im Bereich der experimentellen Pharmakologie weiter. 1969 habilitierte er sich mit einer Arbeit über den Einfluss des Diabetes auf hepatitische Entgiftungsvorgänge im Fach Pharmakologie und Toxikologie, wobei Werner Creutzfeldt der Korreferent seiner Habilitationsschrift mit dem Titel „Arzneimittelstoffwechsel bei diabetischen Tieren“ war. Nach Abschluss seiner Weiterbildung erwarb er am 29. September 1971 den Titel „Facharzt für Pharmakologie“.
Von 1969 bis 1971 war er für die Bundesrepublik Deutschland als Entwicklungshelfer und pharmakologischer Experte in Bangkok (Thailand) tätig, wo er ein Labor zur Untersuchung der traditionellen thailändischen Medizin und der Phytotherapie aufbaute.
Ab 1971 bildete er sich in der Psychiatrischen Klinik der Freien Universität Berlin unter der Leitung von Hanfried Helmchen klinisch weiter. 1975 erhielt er an der Freien Universität Berlin eine Professur für Klinische Psychopharmakologie. Seit 1974 war er Leiter der Forschergruppe in diesem Fachgebiet und leitete die Berliner Lithiumklinik. 1991 erwarb er den Titel „Facharzt für Klinische Pharmakologie“.
Am 1. April 2001 wurde er emeritiert.

### Weitere Tätigkeiten
Von 1975 bis 2002 war Müller-Oerlinghausen Herausgeber der Zeitschrift Pharmacopsychiatry. Darüber hinaus war er Mitherausgeber weiterer wissenschaftlicher Zeitschriften. Zusammen mit den Vertretern anderer unabhängiger kritischer Arzneimittelbulletins ist er für die  Redaktion der Fachzeitschrift für Laien Gute Pillen – Schlechte Pillen tätig.
Von 1985 bis 1995 war Müller-Oerlinghausen Vorsitzender der Aufbereitungskommission B3 im Bundesgesundheitsamt. Er war Mitgründer und Vorsitzender der internationalen Forschergruppe „International Group for the Study of Lithium Treated Patients“ (IGSLI). Er hat  Veröffentlichungen vor allem zu Themen der Pharmakokinetik und des Wirkungsmechanismus von Psychopharmaka geschrieben. Er ist als ordentliches Mitglied und Ehrenmitglied für die Arzneimittelkommission der deutschen Ärzteschaft aktiv tätig. Er war darüber hinaus für viele Jahre dort im Vorstand tätig, als Vorsitzender in den Jahren 1994, 1997, 2000 und 2003. Seit 2011 gehört Müller-Oerlinghausen dem Expertenbeirat für Arzneimittel der Stiftung Warentest an.
Er wurde im Dokumentarfilm Das Pharmakartell (ZDF, Frontal21, 2008) von Christian Esser und Astrid Randerath interviewt.

### Privat
Bruno Müller-Oerlinghausen tritt regelmäßig als Flötensolist auf und ist Schirmherr vom MendelssohnKammerChor Berlin.
Er ist verheiratet, hat zwei Kinder und lebt in Berlin und in Kressbronn am Bodensee.

## Auszeichnungen
Für seine Verdienste um die ärztliche Fortbildung zeichnete ihn die Bundesärztekammer am 9. März 2006 mit der Ernst-von-Bergmann-Plakette aus. Auf dem 110. Deutschen Ärztetag 2007 in Münster (Westfalen) wurde ihm für seine erfolgreiche berufsständische Arbeit und seine hervorragenden wissenschaftlichen Leistungen die Paracelsus-Medaille verliehen.

## Schriften
Als Autor:
- mit Anne Berghöfer: Ziele und Ergebnisse der medikamentösen Prophylaxe affektiver Psychosen. Thieme, Stuttgart/New York 1994, ISBN 3-13-128901-5.
- mit Josef Schöpf: Lithium (Standardpräparate der Psychopharmakotherapie). Unter Mitarbeit von Eric Ganzoni und Theo Huber. Steinkopff, Darmstadt 1999; 2., vollständig überarbeitete Auflage 2005, ISBN 3-7985-1490-9.
- mit Gabriele Mariell Kiebgis: Berührung. Warum wir sie brauchen und wie sie uns heilt, Ullstein Leben, 2018, ISBN 978-3-8437-1799-1

Als Herausgeber:
- mit Hanfried Helmchen: Psychiatrische Therapie-Forschung. Ethische und juristische Probleme. Springer, Berlin/Heidelberg/New York 1978, ISBN 3-540-08732-X.
- mit Wolfgang Dölle und Ulrich Schwabe: Grundlagen der Arzneimitteltherapie. Entwicklung, Beurteilung und Anwendung von Arzneimitteln. B. I. Wissenschaftsverlag, Mannheim/Zürich 1986, ISBN 3-411-03120-4.
- mit Anne Berghöfer und Waldemar Greil: Die Lithiumtherapie: Nutzen, Risiken, Alternativen. Springer, Berlin/Heidelberg 1986; 2. Auflage,  1997, ISBN 3-540-62961-0.
- mit Kurt Heinrich und Michael Linden: Werden zu viele Psychopharmaka verbraucht? Methoden der Pharmakoepidemiologie und Phase-IV-Forschung. Thieme, Stuttgart/New York 1989, ISBN 3-13-744701-1.
- mit Rainer Lasek und Heribert Düppenbecker, Karl-Heinz Munter: Handbuch der unerwünschten Arzneimittelwirkungen. Urban und Fischer, München/Jena 1999, ISBN 3-437-21240-0.
- mit Johannes M. Schröder und Heribert Düppenbecker: Die Arzneimittelkommission der deutschen Ärzteschaft: von den Anfängen bis zur Gegenwart. Deutscher Ärzte-Verlag, Köln 2003, ISBN 3-7691-0429-3.
- mit Michael Bauer und Paul Grof: Lithium in Neuropsychiatry. The Comprehensive Guide. Informa Healthcare, Abingdon 2006, ISBN 1-84184-515-9.